# Adraga semiglabra
Adraga semiglabra är en tvåvingeart som beskrevs av James 1980. Adraga semiglabra ingår i släktet Adraga och familjen vapenflugor. Inga underarter finns listade i Catalogue of Life.